# SP-425
A SP-425 é uma rodovia transversal do estado de São Paulo, administrada pelo Departamento de Estradas de Rodagem do Estado de São Paulo (DER-SP) e pelas concessionárias Transbrasiliana e Eixo SP.

## Denominações
Recebe as seguintes denominações em seu trajeto:
Nome:	Paulo Borges de Oliveira, Rodovia
- De - até:	SP-385 (Miguelópolis) - Guaíra
- Legislação: LEI 1.480 DE 01/12/67

Nome:	Assis Chateaubriand, Rodovia
- De - até:	Guaíra - São José do Rio Preto - Presidente Prudente - Divisa Paraná
- Legislação: LEI 1.144 DE 04/11/76

## Descrição
Principais pontos de passagem: SP 385 (Miguelópolis) - São José do Rio Preto - Presidente Prudente - Divisa PR

## Trechos

### Rodovia Assis Chateaubriand
A rodovia passa por cidades importantes como Presidente Prudente, São José do Rio Preto e Barretos, tendo alta importância econômica.
A Assis Chateaubriand é considera pela polícia como rota do contrabando, já que 70% das apreensões realizadas próximo a Araçatuba são feitas nela. A rodovia liga o sul às regiões sudeste e norte do país.
Em 2012, o governador de São Paulo, Geraldo Alckmin, anunciou o começo das obras de duplicação da rodovia Assis Chateaubriand  no trecho entre São José do Rio Preto e Guapiaçu, e em 2020 um trecho dessa rodovia passa a ser administrado pela concessionária Eixo SP.

## Características

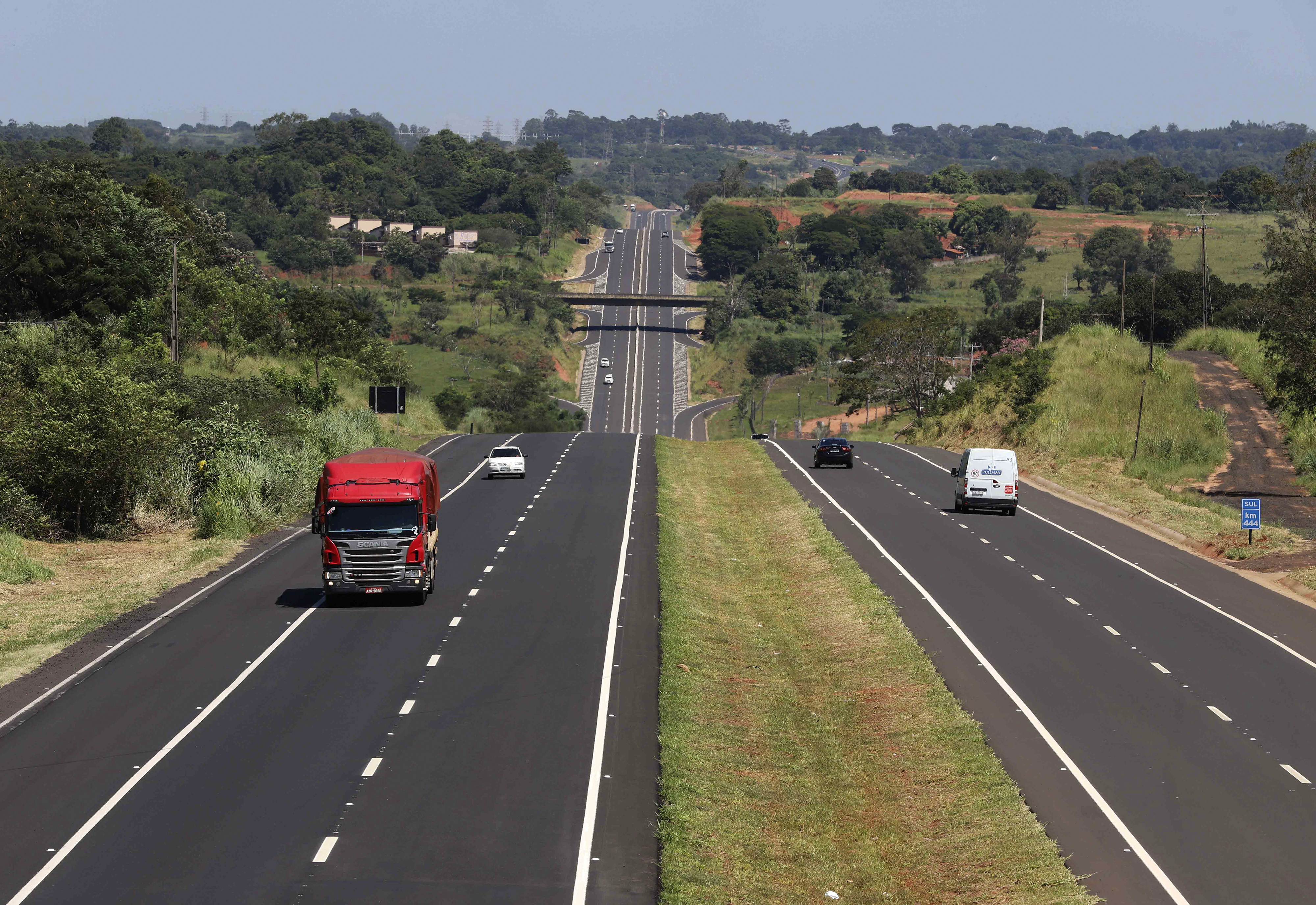
Trecho duplicado da SP-425 em Regente Feijó.

### Extensão
- Km Inicial: 23,900
- Km Final: 523,700

### Localidades atendidas
- Miguelópolis
- Guaíra
- Alberto Moreira
- Barretos
- Ibitu
- Olímpia
- Baguaçu
- Guapiaçu
- São José do Rio Preto
- Bady Bassitt
- Mirassol
- Ruilândia
- Jaci
- Miraluz
- José Bonifácio
- Santa Luzia
- Machados
- Barbosa
- Penápolis
- Braúna
- Clementina
- Santópolis do Aguapeí
- Iacri
- Rinópolis
- Parapuã
- Guachos
- Teçaindá
- Martinópolis
- Indiana
- Regente Feijó
- Presidente Prudente
- Pirapozinho
- Tarabai
- Estrela do Norte
- Itororó do Paranapanema